# Diamante Cullinan

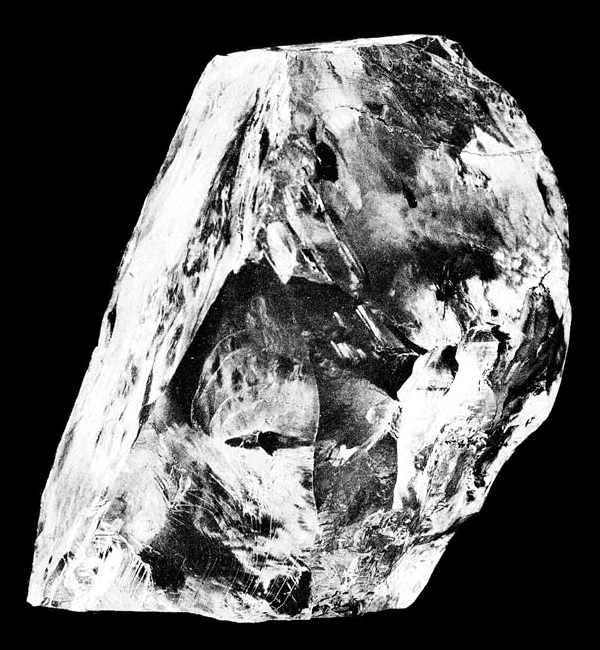
Diamante Cullinan

O Diamante Cullinan foi descoberto em 26 de janeiro de 1905 por Frederick Wells, gerente da área de mineração, na mina Premier, África do Sul. Foi o maior diamante já encontrado e pesava cerca de 3 106 quilates (aprox. 621 gramas). Recebeu esse nome em homenagem a Thomas Cullinan, dono da mina. 
Em abril de 1905 foi posto à venda em Londres, mesmo com interesse considerável, foi vendido apenas dois anos depois. A pedra foi vendida para o governo de Minas Transvaal em 1907, que a deu de presente ao rei Eduardo VII. A lapidação da pedra coube à companhia Asscher de Amsterdã que, posteriormente, a dividiu em onze grandes gemas e outros fragmentos.
A maior gema é chamada de Cullinan I ou Grande Estrela da África, que possuí 530,2 quilates (106,04 g), foi o maior diamante lapidado do mundo até 1985 quando foi descoberto o diamante Jubileu Dourado também na mina Primer. O Cullinan I foi montado num cetro e a segunda maior gema, Cullinan II ou Pequena Estrela da África, com 317,4 quilates (63,48 g), terceiro maior diamante lapidado do mundo, foi colocado na coroa imperial. Ambas as gemas estão expostas na Torre de Londres e fazem parte das joias da coroa britânica.